# Đỉa
Đỉa (danh pháp khoa học: Hirudinea) là một phân lớp sinh vật sống dưới nước ngọt thuộc ngành Giun đốt (Annelida) với đặc trưng cơ bản nhất là tổ chức cơ thể đã xuất hiện xoang cơ thể chính thức, cơ thể có phân đốt, hô hấp bằng mang.

## Đặc điểm
Cơ thể của giun đốt nói chung cũng như đỉa nói riêng gồm một chuỗi các đơn vị giống nhau được gọi là các đốt. Giữa các đốt có vách ngăn. Với cấu trúc này khiến cho mỗi đốt là một phần của cơ thể, có thể điều chỉnh ở một mức độ nhất định hoạt động chung của cơ thể. Đó là lý do chủ yếu cho việc khi cắt/gây tổn thương cá thể ở một số vị trí nhất định thì cá thể đỉa cũng như giun đốt có khả năng tái sinh và hình thành nên cá thể mới. Tuy nhiên, sự tái sinh này là hữu hạn, nếu làm phá vỡ cấu trúc thể xoang thì dù chỉ cắt cá thể ra làm đôi thì cá thể cũng không có khả năng tái sinh. Mặt khác, ngành Giun đốt đã xuất hiện hệ thống tuần hoàn kín, nên nó cũng sẽ không có khả năng tái sinh trong điều kiện đã phơi khô hoặc đốt cháy.
Chúng có thân mềm và nhầy phù hợp với việc bơi lội trong nước. Thức ăn của phần lớn các loài đỉa là máu các loại động vật. Miệng đỉa có giác hút để châm vào con mồi và hút máu. Đỉa tiết ra chất chống đông máu nên vết chích sẽ bị chảy máu liên tục. Một số bệnh viện đã dùng đỉa, như loài Hirudo medicinalis, để chống bệnh máu đông cho bệnh nhân. Y học cổ truyền phương Đông dùng đỉa để hút các ổ máu tụ, máu bầm, áp xe mà không cần mổ.
Trong dân gian có một vài tin đồn về khả năng "tái sinh vô hạn" của đỉa. Tuy nhiên, với góc nhìn khoa học, ta hoàn toàn có thể giết chết đỉa bằng một trong các cách sau:
- Cắt theo chiều dọc (hình thức phá vỡ thể xoang)
- Bằng môi trường cồn
- Môi trường có nồng độ muối/ axít/ base cao
- Nhiệt (đỉa sẽ chết hoàn toàn nếu bị đốt cháy, nhiệt do phản ứng nước với vôi,...), dân gian Việt Nam có câu: "Như đỉa phải vôi", và độ cay trong tương ớt hay mù tạt wasabi cũng có khả năng giết chết đỉa.
- Nuôi vịt đồng để ăn đỉa, vịt có hệ tiêu hóa mạnh cho phép chúng ăn được luôn cả đỉa. Con đỉa có sức đề kháng mạnh đến mức chỉ có con vịt mới ăn được nó[4]

## Phân loại
- Lớp Clitellata
  - Phân lớp Branchiobdellae
  - Phân lớp Oligochaeta
  - Phân lớp Hirudinea
    - Phân thứ lớp Acanthobdellidea
      - Bộ Acanthobdellida

    - Phân thứ lớp Euhirudinea
      - Bộ Arhynchobdellida
        - Phân bộ Erpobdelliformes
          - Erpobdellidae
          - Gastrostomobdellidae
          - Orobdellidae
          - Salifidae

        - Phân bộ Hirudiniformes
          - Cylicobdellidae
          - Haemadipsidae
          - Haemopidae
          - Hirudinidae
          - Semiscolecidae
          - Xerobdellidae

        - Phân bộ Unassigned

      - Bộ Rhynchobdellida
        - Glossiphoniidae
        - Ozobranchidae (tranh cãi)
        - Piscicolidae

## Phân bố
Đa số đỉa sống trong môi trường nước ngọt, một số loài được tìm thấy trên cạn, ở trong rừng gọi là con vắt hoặc đỉa lá, một số sống ở biển.
Gần 700 loài đỉa hiện tại được công nhận, trong đó khoảng 100 loài là đỉa biển, 90 loài sống trên cạn và số còn lại sống trong môi trường nước ngọt.

## Hình ảnh

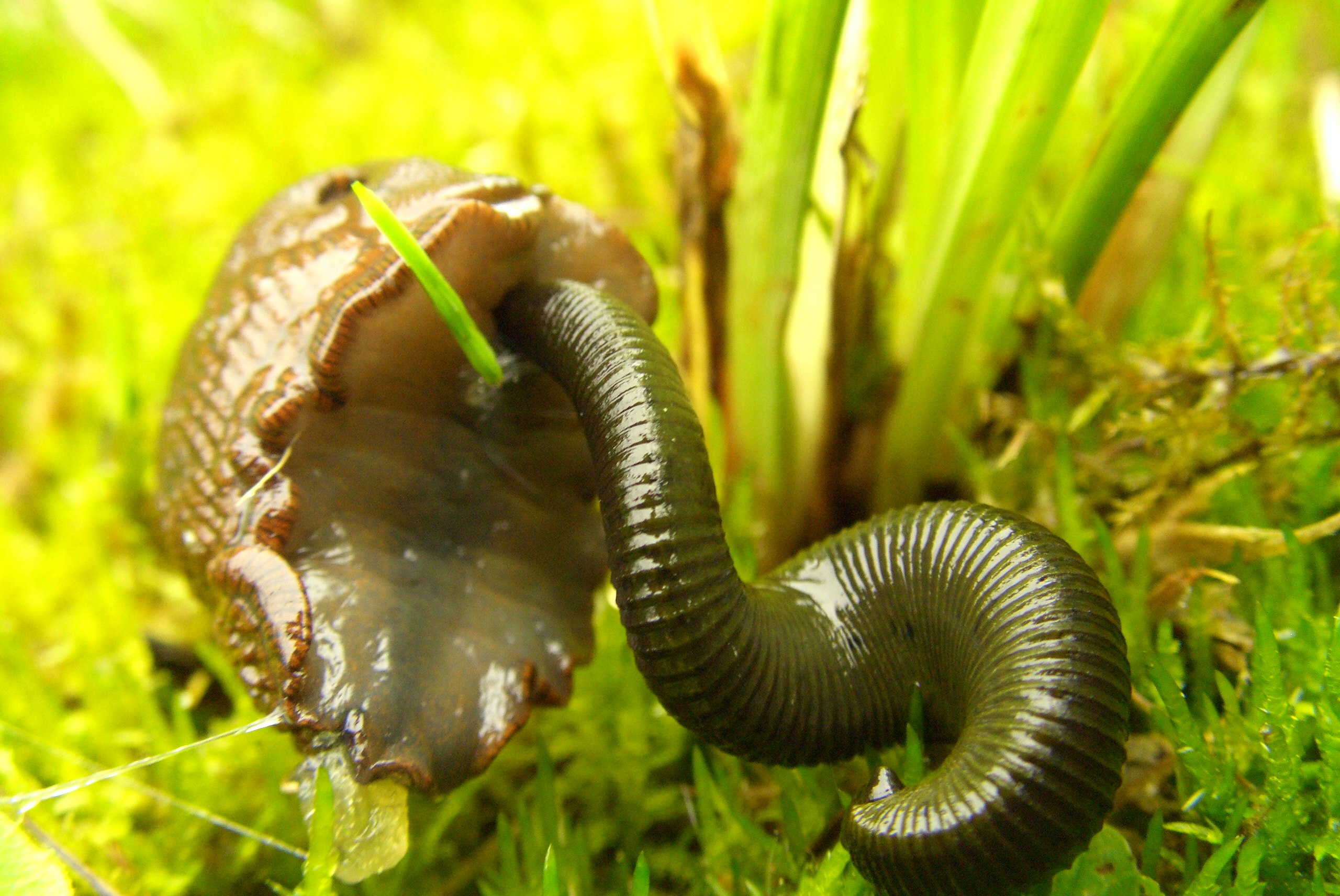
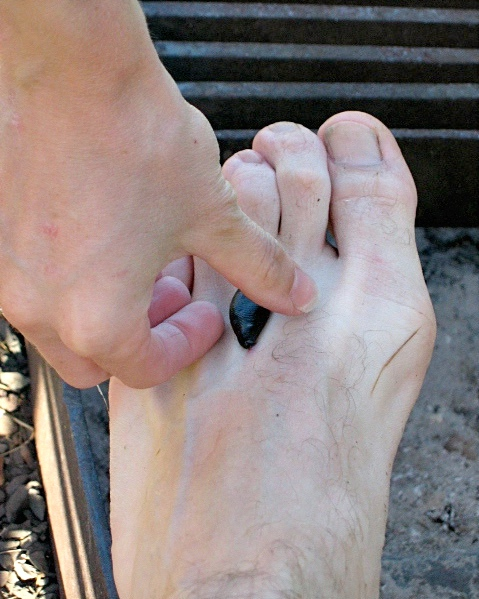
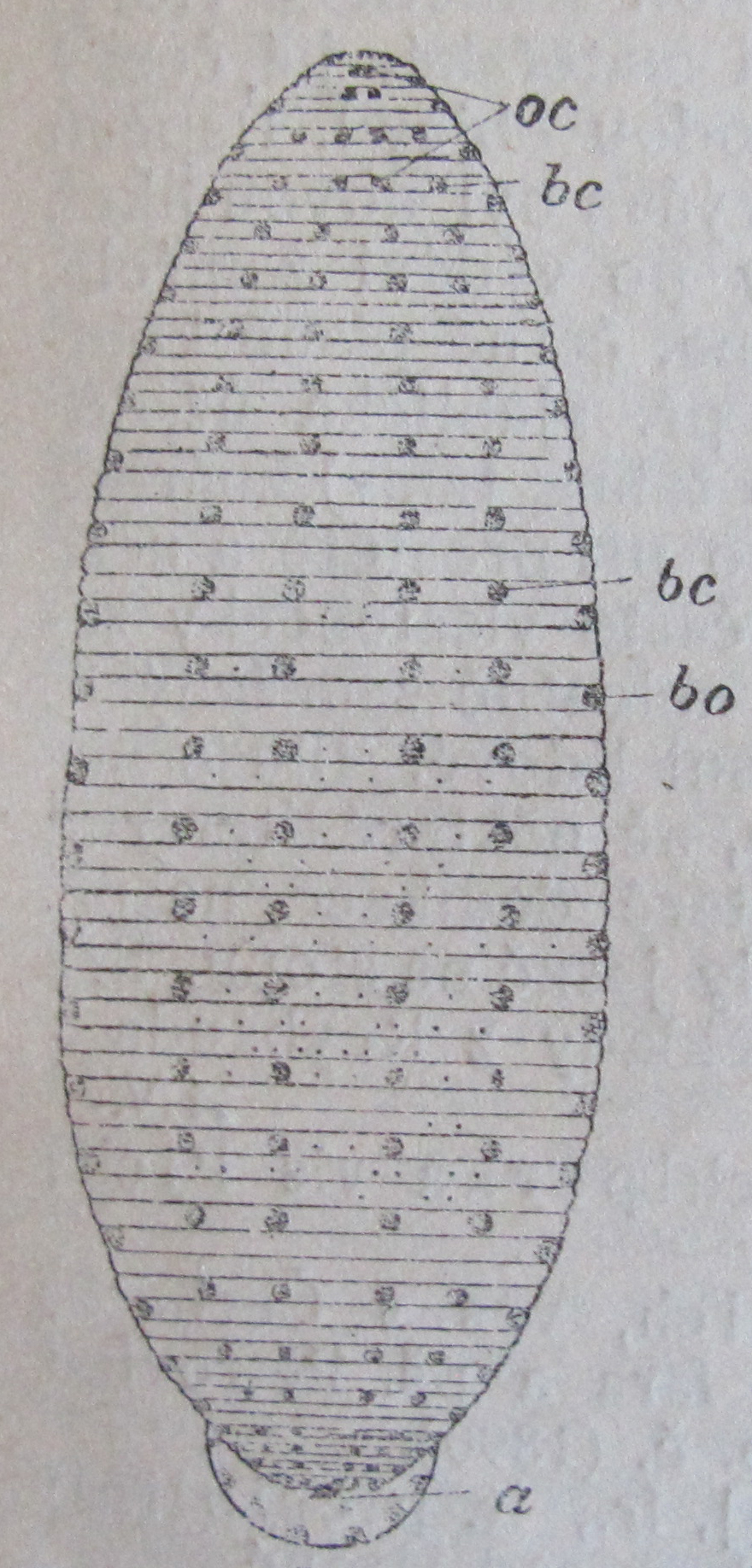